# Klubowe Mistrzostwa Świata w piłce siatkowej kobiet 2024
17. edycja Klubowych mistrzostw świata w piłce siatkowej kobiet odbędzie się w dniach 17-22 grudnia 2024 w chińskim mieście Hangzhou. W rozgrywkach weźmie udział 8 drużyn.

## Hala sportowa[2]
| Obiekt |           |                                               |
| ------ | --------- | --------------------------------------------- |
| Obiekt | Miasto    | Hangzhou                                      |
| Obiekt | Hala      | Hangzhou Normal University Cangqian Gymnasium |
| Obiekt | Pojemność | 8033                                          |

## Uczestnicy[3]
| Drużyna                       | Sposób awansu                                           |
| ----------------------------- | ------------------------------------------------------- |
| Tianjin Bohai Bank            | Gospodarz, Mistrz Chin                                  |
| Procecco Doc Imoco Conegliano | Zwycięzca Ligi Mistrzyń (2023/2024)                     |
| Numia Vero Volley Milano      | Finalista Ligi Mistrzyń (2023/2024)                     |
| Gerdau/Minas                  | Zwycięzca Klubowych Mistrzostw Ameryki Południowej 2024 |
| Dentil Praia Clube            | Finalista Klubowych Mistrzostw Ameryki Południowej 2024 |
| NEC Red Rockets               | Zwycięzca Klubowych Mistrzostw Azji 2024                |
| LP Bank Ninh Binh             | Finalista Klubowych Mistrzostw Azji 2024                |
| Zamalek SC                    | Zwycięzca Klubowych Mistrzostw Afryki 2024              |

## Mecze
- W nawiasach podano godziny meczów zgodnie z czasem środkowoeuropejskim

### Faza grupowa[4]

#### Grupa A
Tabela
| Lp. | Drużyna                  | Mecze | Mecze   | Mecze   | Pkt | Sety | Sety | Sety  | Małe punkty | Małe punkty | Małe punkty |
| Lp. | Drużyna                  | M     | W (3:2) | P (2:3) | Pkt | wyg. | prz. | ratio | zdob.       | str.        | ratio       |
| --- | ------------------------ | ----- | ------- | ------- | --- | ---- | ---- | ----- | ----------- | ----------- | ----------- |
| 1   | Tianjin Bohai Bank       | 3     | 3 (0)   | 0 (0)   | 9   | 9    | 0    | MAX   | 225         | 178         | 1.264       |
| 3   | Numia Vero Volley Milano | 3     | 2 (0)   | 1 (0)   | 6   | 6    | 3    | 2.000 | 218         | 179         | 1.218       |
| 2   | Gerdau/Minas             | 3     | 1 (0)   | 2 (0)   | 3   | 3    | 6    | 0.500 | 202         | 204         | 0.990       |
| 4   | Zamalek SC               | 3     | 0 (0)   | 3 (0)   | 0   | 0    | 9    | 0.000 | 141         | 225         | 0.627       |

Źródło: FIVB
Punktacja: 3:0 i 3:1 – 3 pkt; 3:2 – 2 pkt; 2:3 – 1 pkt; 1:3 i 0:3 – 0 pkt
Zasady ustalania kolejności: 1. liczba zwycięstw, 2. liczba punktów, 3. stosunek setów, 4. stosunek małych punktów, 5. bilans w bezpośrednich meczach
Legenda:   awans do półfinału
Wyniki
| Data       | Godz.         | Drużyna 1                | Wynik | Drużyna 2                | 1     | 2     | 3     | 4 | 5 | Widzów | *      |
| ---------- | ------------- | ------------------------ | ----- | ------------------------ | ----- | ----- | ----- | - | - | ------ | ------ |
| 17.12.2024 | 09:00 (02:00) | Gerdau/Minas             | 0:3   | Numia Vero Volley Milano | 17:25 | 22:25 | 25:27 |   |   | 451    | raport |
| 17.12.2024 | 19:30 (12:30) | Tianjin Bohai Bank       | 3:0   | Zamalek SC               | 25:16 | 25:18 | 25:15 |   |   | 3545   | raport |
| 18.12.2024 | 12:30 (05:30) | Gerdau/Minas             | 3:0   | Zamalek SC               | 25:17 | 25:21 | 25:14 |   |   | 265    | raport |
| 18.12.2024 | 19:30 (12:30) | Tianjin Bohai Bank       | 3:0   | Numia Vero Volley Milano | 25:21 | 25:22 | 25:23 |   |   | 1783   | raport |
| 19.12.2024 | 19:30 (12:30) | Numia Vero Volley Milano | 3:0   | Zamalek SC               | 25:9  | 25:13 | 25:18 |   |   | 479    | raport |
| 20.12.2024 | 19:30 (12:30) | Tianjin Bohai Bank       | 3:0   | Gerdau/Minas             | 25:19 | 25:22 | 25:22 |   |   | 3383   | raport |

#### Grupa B
Tabela
| Lp. | Drużyna                       | Mecze | Mecze   | Mecze   | Pkt | Sety | Sety | Sety  | Małe punkty | Małe punkty | Małe punkty |
| Lp. | Drużyna                       | M     | W (3:2) | P (2:3) | Pkt | wyg. | prz. | ratio | zdob.       | str.        | ratio       |
| --- | ----------------------------- | ----- | ------- | ------- | --- | ---- | ---- | ----- | ----------- | ----------- | ----------- |
| 1   | Prosecco Doc Imoco Conegliano | 3     | 3 (0)   | 0 (0)   | 9   | 9    | 0    | MAX   | 225         | 149         | 1.510       |
| 2   | Dentil Praia Clube            | 3     | 2 (0)   | 1 (0)   | 6   | 6    | 3    | 2.000 | 200         | 175         | 1.143       |
| 3   | NEC Red Rockets               | 3     | 1 (0)   | 2 (0)   | 3   | 3    | 6    | 0.500 | 191         | 196         | 0.974       |
| 4   | LP Bank Ninh Binh             | 3     | 0 (0)   | 3 (0)   | 0   | 0    | 9    | 0.000 | 129         | 225         | 0.573       |

Źródło: FIVB
Punktacja: 3:0 i 3:1 – 3 pkt; 3:2 – 2 pkt; 2:3 – 1 pkt; 1:3 i 0:3 – 0 pkt
Zasady ustalania kolejności: 1. liczba zwycięstw, 2. liczba punktów, 3. stosunek setów, 4. stosunek małych punktów, 5. bilans w bezpośrednich meczach
Legenda:   awans do półfinału
Wyniki
| Data       | Godz.         | Drużyna 1                     | Wynik | Drużyna 2          | 1     | 2     | 3     | 4 | 5 | Widzów | *      |
| ---------- | ------------- | ----------------------------- | ----- | ------------------ | ----- | ----- | ----- | - | - | ------ | ------ |
| 17.12.2024 | 12:30 (05:30) | Prosecco Doc Imoco Conegliano | 3:0   | Dentil Praia Clube | 25:20 | 25:15 | 25:15 |   |   | 2167   | raport |
| 17.12.2024 | 16:00 (09:00) | NEC Red Rockets               | 3:0   | LP Bank Ninh Binh  | 25:18 | 25:15 | 25:13 |   |   | 2177   | raport |
| 18.12.2024 | 09:00 (02:00) | Prosecco Doc Imoco Conegliano | 3:0   | LP Bank Ninh Binh  | 25:16 | 25:8  | 25:15 |   |   | 749    | raport |
| 18.12.2024 | 16:00 (09:00) | NEC Red Rockets               | 0:3   | Dentil Praia Clube | 17:25 | 23:25 | 16:25 |   |   | 305    | raport |
| 19.12.2024 | 15:00 (08:00) | LP Bank Ninh Binh             | 0:3   | Dentil Praia Clube | 15:25 | 17:25 | 12:25 |   |   | 194    | raport |
| 20.12.2024 | 15:00 (08:00) | Prosecco Doc Imoco Conegliano | 3:0   | NEC Red Rockets    | 25:21 | 25:20 | 25:19 |   |   | 3300   | raport |

### Faza finałowa

#### Drabinka
|  |                               |                               |                               |                               |   |                    |                    |       |
|  | Półfinały                     | Półfinały                     | Półfinały                     |                               |   | Finał              | Finał              | Finał |
|  | Półfinały                     | Półfinały                     | Półfinały                     |                               |   | Finał              | Finał              | Finał |
|  | 21.12                         |                               |                               |                               |   |                    |                    |       |
|  |                               |                               |                               |                               |   |                    |                    |       |
|  | Tianjin Bohai Bank            | Tianjin Bohai Bank            | 3                             |                               |   |                    |                    |       |
|  | Tianjin Bohai Bank            | Tianjin Bohai Bank            | 3                             | 22.12                         |   |                    |                    |       |
|  | Dentil Praia Clube            | Dentil Praia Clube            | 1                             |                               |   |                    |                    |       |
|  | Dentil Praia Clube            | Dentil Praia Clube            | 1                             |                               |   | Tianjin Bohai Bank | Tianjin Bohai Bank | 0     |
|  | 21.12                         |                               |                               |                               |   | Tianjin Bohai Bank | Tianjin Bohai Bank | 0     |
|  |                               |                               | Prosecco Doc Imoco Conegliano | Prosecco Doc Imoco Conegliano | 3 |                    |                    |       |
|  | Prosecco Doc Imoco Conegliano | Prosecco Doc Imoco Conegliano | Prosecco Doc Imoco Conegliano | Prosecco Doc Imoco Conegliano | 3 | 3                  |                    |       |
|  | Prosecco Doc Imoco Conegliano | Prosecco Doc Imoco Conegliano |                               |                               |   |                    |                    |       |
|  | Numia Vero Volley Milano      | Numia Vero Volley Milano      | 0                             |                               |   |                    |                    |       |
|  | Numia Vero Volley Milano      | Numia Vero Volley Milano      | 0                             | Mecz o 3. miejsce             |   |                    |                    |       |
|  |                               |                               |                               |                               |   |                    |                    |       |
|  | 22.12                         |                               |                               |                               |   |                    |                    |       |
|  |                               |                               |                               |                               |   |                    |                    |       |
|  | Dentil Praia Clube            | Dentil Praia Clube            | 0                             |                               |   |                    |                    |       |
|  | Dentil Praia Clube            | Dentil Praia Clube            | 0                             |                               |   |                    |                    |       |
|  | Numia Vero Volley Milano      | Numia Vero Volley Milano      | 3                             |                               |   |                    |                    |       |
|  | Numia Vero Volley Milano      | Numia Vero Volley Milano      | 3                             |                               |   |                    |                    |       |

|  |  | Półfinały |  |
|  |  | --------- |  |

| Data       | Godz.         | Drużyna 1                     | Wynik | Drużyna 2                | 1     | 2     | 3     | 4     | 5 | Widzów | *      |
| ---------- | ------------- | ----------------------------- | ----- | ------------------------ | ----- | ----- | ----- | ----- | - | ------ | ------ |
| 21.12.2024 | 15:00 (08:00) | Tianjin Bohai Bank            | 3:1   | Dentil Praia Clube       | 25:23 | 25:21 | 24:26 | 25:22 |   | 2886   | raport |
| 21.12.2024 | 19:30 (12:30) | Prosecco Doc Imoco Conegliano | 3:0   | Numia Vero Volley Milano | 25:23 | 25:14 | 25:23 |       |   | 5559   | raport |

|  |  | Mecz o 3. miejsce |  |
|  |  | ----------------- |  |

| Data       | Godz.         | Drużyna 1          | Wynik | Drużyna 2                | 1     | 2     | 3     | 4 | 5 | Widzów | *      |
| ---------- | ------------- | ------------------ | ----- | ------------------------ | ----- | ----- | ----- | - | - | ------ | ------ |
| 22.12.2024 | 15:00 (08:00) | Dentil Praia Clube | 0:3   | Numia Vero Volley Milano | 23:25 | 16:25 | 13:25 |   |   | 1581   | raport |

|  |  | Finał |  |
|  |  | ----- |  |

| Data       | Godz.         | Drużyna 1          | Wynik | Drużyna 2                     | 1     | 2     | 3     | 4 | 5 | Widzów | *      |
| ---------- | ------------- | ------------------ | ----- | ----------------------------- | ----- | ----- | ----- | - | - | ------ | ------ |
| 22.12.2024 | 19:30 (12:30) | Tianjin Bohai Bank | 0:3   | Prosecco Doc Imoco Conegliano | 21:25 | 15:25 | 20:25 |   |   | 6116   | raport |

| KLUBOWY MISTRZ ŚWIATA                  |
| -------------------------------------- |
| Prosecco Doc Imoco Conegliano 3. TYTUŁ |

## Nagrody indywidualne
| Nagroda                | Zawodniczka   | Klub                          |
| MVP                    | Isabelle Haak | Prosecco Doc Imoco Conegliano |
| Najlepsza atakująca    | Isabelle Haak | Prosecco Doc Imoco Conegliano |
| Najlepsza rozgrywająca | Joanna Wołosz | Prosecco Doc Imoco Conegliano |
| Najlepsze środkowe     | Hena Kurtagić | Numia Vero Volley Milano      |
| Najlepsze środkowe     | Sarah Fahr    | Prosecco Doc Imoco Conegliano |
| Najlepsze przyjmujące  | Li Yingying   | Tianjin Bohai Bank            |
| Najlepsze przyjmujące  | Zhu Ting      | Prosecco Doc Imoco Conegliano |
| Najlepsza libero       | Liwen Liu     | Tianjin Bohai Bank            |

## Klasyfikacja końcowa
| Miejsce | Drużyna                       |
| ------- | ----------------------------- |
| 1       | Prosecco Doc Imoco Conegliano |
| 2       | Tianjin Bohai Bank            |
| 3       | Numia Vero Volley Milano      |
| 4       | Dentil Praia Clube            |
| 5       | Gerdau/Minas                  |
| 6       | NEC Red Rockets               |
| 7       | Zamalek SC                    |
| 8       | LP Bank Ninh Binh             |